# Michael Herbert Watt
Ne doit pas être confondu avec Herbert Watts.
Michael Herbert Watt, né en 1887 à Green Island en Nouvelle-Zélande et mort en 1967, est un médecin et administrateur de la santé néo-zélandais.